# 개양귀비
개양귀비(-楊貴妃)는 양귀비과에 속하는 식물이다. 꽃양귀비, 우미인초(虞美人草) 등으로도 불린다.

## 특징
들판에서 흔히 볼 수 있다. 30~80 cm 정도 자라는 두해살이풀로, 보통 붉은색 내지 주황색 꽃이 피지만 흰색 꽃이 피는 것도 있다. 꽃은 3~4장의 단엽으로 이루어져 있다.
유럽에서는 오래전부터 농작물로 재배해 왔으며, 풍년을 상징하는 꽃으로 오랫동안 여겨 왔다. 씨는 빵에 넣어서 먹거나 기름을 짜서 쓰며, 줄기는 채소로, 빨간 꽃잎은 시럽이나 술을 담는 데에 쓴다. 동양의학에서는 복통, 설사 등에 처방한다. 관상용으로는 개양귀비를 개량한 셜리양귀비(Shirley Poppy)를 많이 심는다.
‘양귀비’라는 이름 때문에 아편을 만들 수 있는 것으로 오해할 수 있지만 개양귀비로는 마약을 만들 수 없기 때문에 양귀비와는 달리 재배를 규제받지 않는다. 하지만 관상용으로 심은 개양귀비가 아편양귀비로 오해를 받아 경찰의 수사를 받게 되는 경우가 더러 있다.

## 문화
제1차 세계 대전 때 전장터에서 캐나다군 중령 존 맥크래가 쓴 시 〈개양귀비 들판에서〉가 유명해 지면서 영연방 국가에서는 영령 기념일에 전사자들을 추모하는 꽃으로 개양귀비를 쓴다.
중국에서는 개양귀비를 ‘우미인초(虞美人草)’라고 하는데, 항우의 애첩 우미인의 무덤에 개양귀비가 피었다는 데에서 비롯되었다.

## 그림과 사진

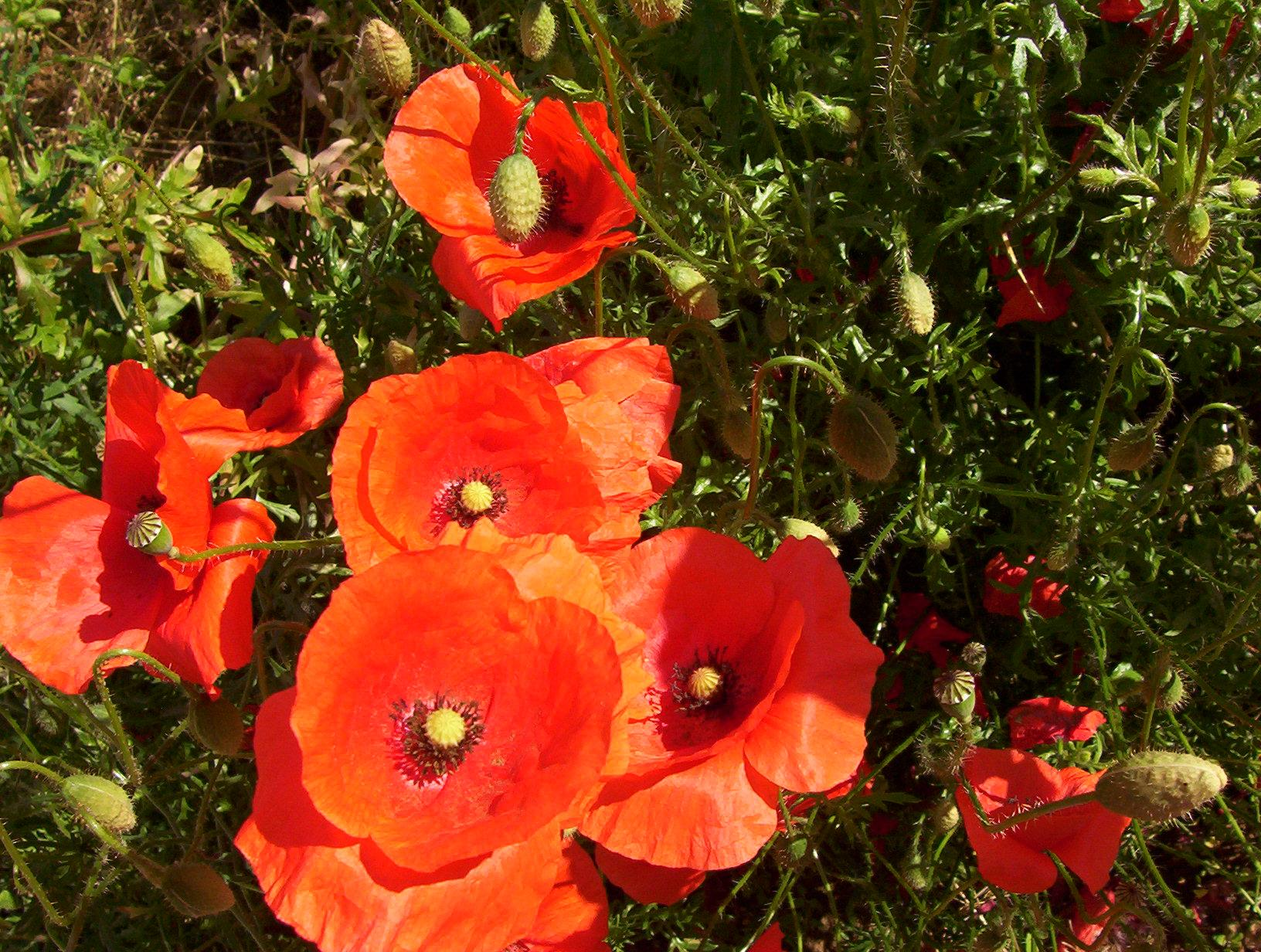
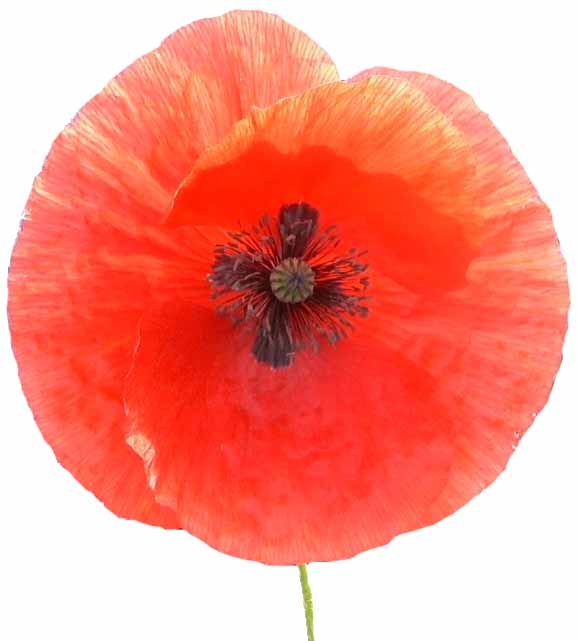
개양귀비꽃.
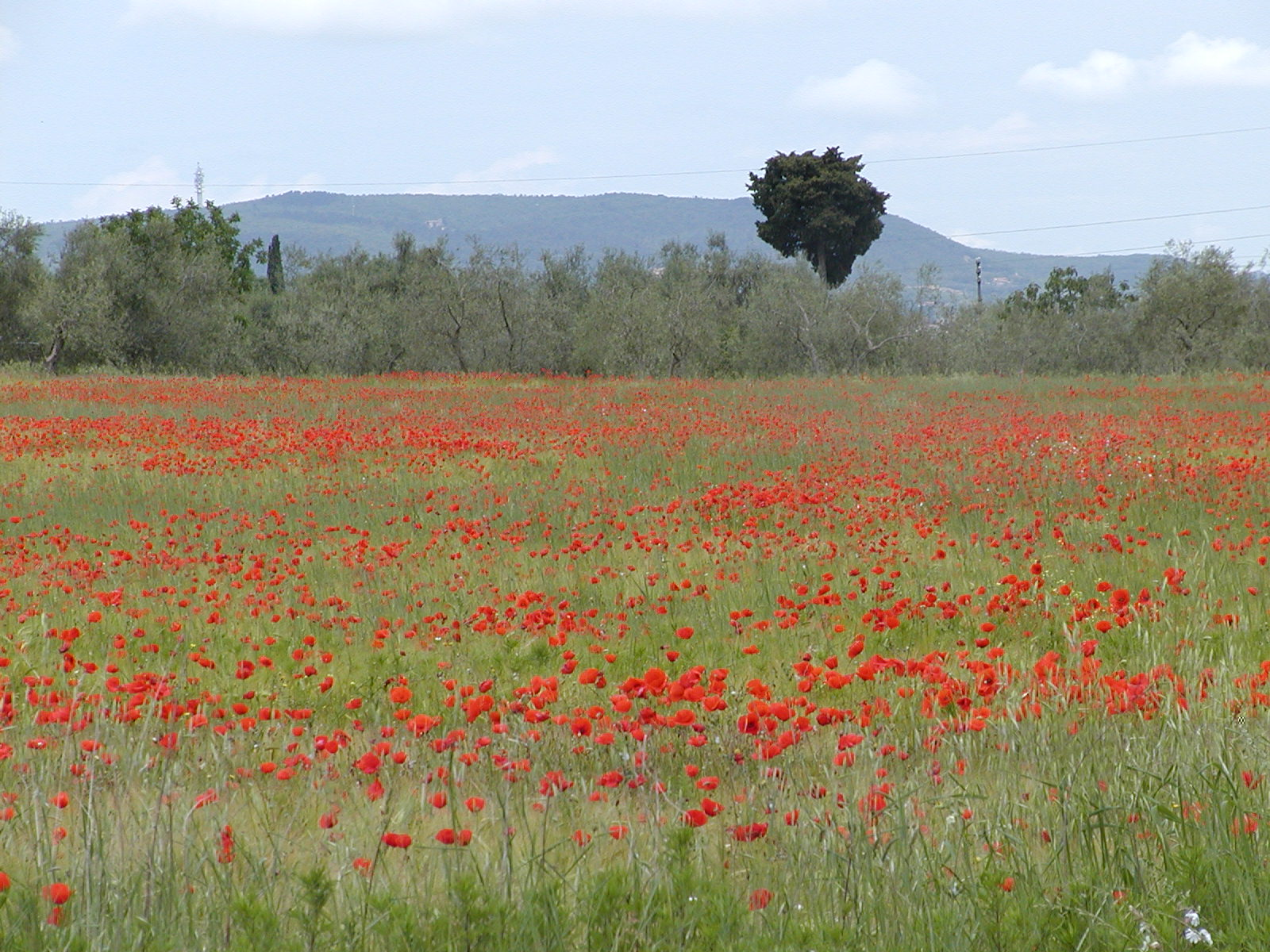
토스카나에 있는 개양귀비 농장.
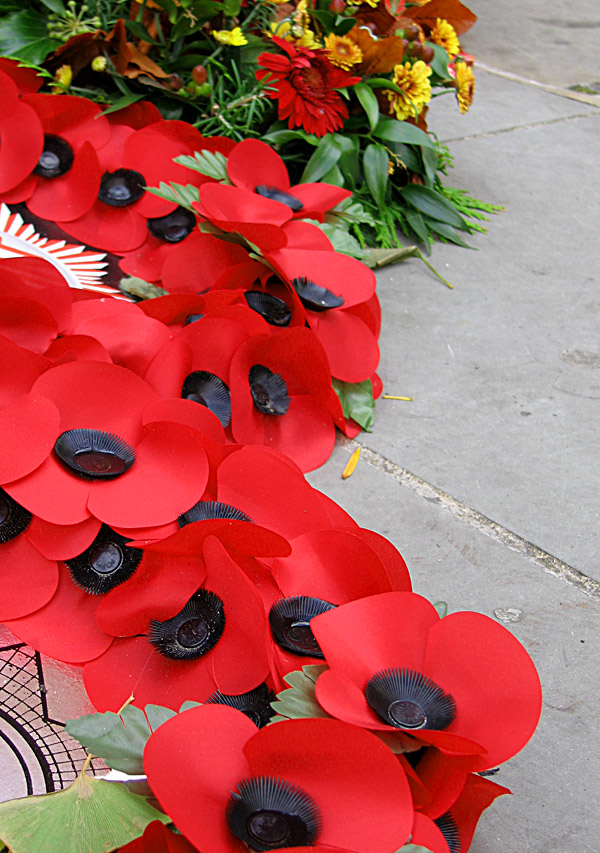
종전 기념일에 쓰는 개양귀비 조화.
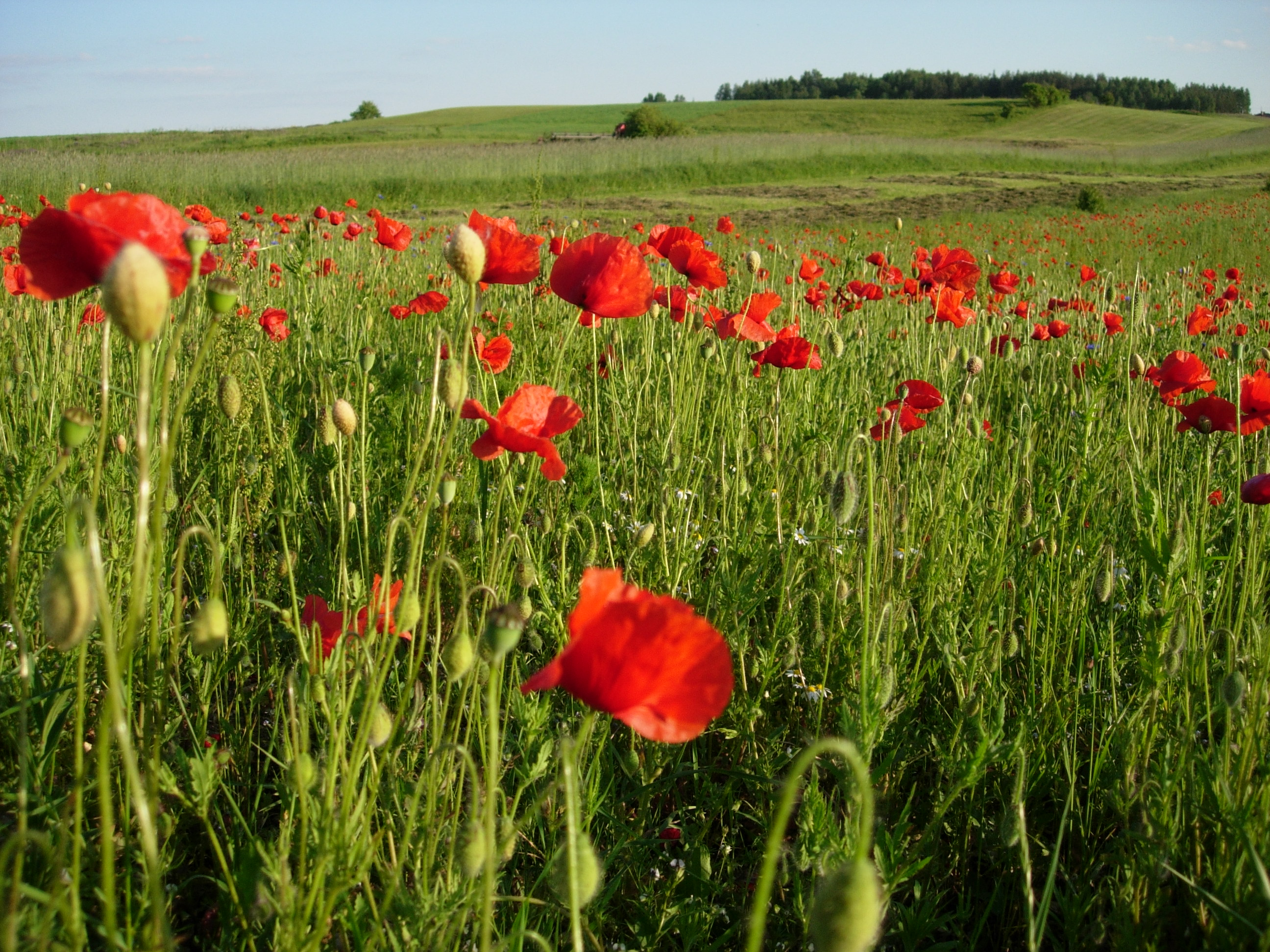

## 같이 보기
- 영령 기념일